# Japanagromyza kalshoveni
Japanagromyza kalshoveni este o specie de muște din genul Japanagromyza, familia Agromyzidae, descrisă de De Meijere în anul 1934. Conform Catalogue of Life specia Japanagromyza kalshoveni nu are subspecii cunoscute.